# Нехемія Рабічов
Нехемія Рабічов (Рабин) (*1886, Сидоровичі, тепер Іванківського р-ну Київської обл. — 1971) — батько глави уряду Ізраїлю Іцхака Рабина. У молодості — активіст Партії соціалістів-революціонерів (есери). Один із засновників профспілки єврейських робітників підмандатної Палестини — «Гістадрут ха-клали».

## Життєпис
У ранньому віці втратив батька. Сім'я перебувала в тяжкому стані, у зв'язку з чим, почав працювати в пекарні у 14-річному віці. Ще підлітком вступив до Партії соціалістів-революціонерів (есери). Як наслідок потрапив в поле зору таємної поліції. З метою сховатися від переслідування в 1904 р. емігрував до США — без знання англійської мови, не маючи там ні знайомих, ні родичів.
Довгий час поневірявся по Америці, працював рознощиком газет, пекарем, кравцем. Згодом осів у Чикаго, де вступив до місцевого відділення сіоністсько-соціалістичної партії «Поалей Ціон».
У 1917 вирішив призватися в американську бригаду, яка повинна була брати участь у військових діях на близькосхідному фронті Першої світової війни. На призовному пункті, через плоскостопість, його визнали невідповідним для військової служби. Тоді він змінив прізвище, ставши Нехемією Рабином, і вже з новими документами звернувся в іншій призовний пункт. У складі американської бригади прибув до Палестини наприкінці війни. Вирішив не повертатися в Америку і залишився в Єрусалимі.
Навесні 1920 брав участь у спробі єврейської самооборони захистити євреїв Старого міста від арабських погромників. Згодом вступив до лав бойової організації Хага (попередниця Армії оборони Ізраїлю).
Один із засновників профспілки єврейських робітників підмандатної Палестини — «Гістадрут ха-клали».
Помер в 1971.

## Пам'ять
У березні 2010 в селі Сидоровичі Іванківського району Київської області встановлена меморіальна дошка на його пам'ять. У церемонії, що відбулася з цієї нагоди, взяв участь його онук Юваль Рабин.
У червні 2011 в Сидоровичах відкрита меморіальна плита на честь сім'ї Рабина перед входом до сільського будинку культури, який теж отримав ім'я Іцхака Рабина. На меморіальній плиті зображені барельєфи Нехемії Рабічева і двох його дітей — Іцхака і Рахелі.